# Pêra Velha
Pêra Velha is een plaats (freguesia) in de Portugese gemeente Moimenta da Beira en telt 264 inwoners (2001).